# Discografia dei Dimmu Borgir
La discografia dei Dimmu Borgir, gruppo musicale symphonic black metal norvegese, è costituita da album in studio ed EP.
A ciò vanno aggiunti anche alcuni split.
Presente anche la produzione videografica.

## Album in studio
- 1994 – For all tid
- 1996 – Stormblåst
- 1997 – Enthrone Darkness Triumphant
- 1999 – Spiritual Black Dimensions
- 2001 – Puritanical Euphoric Misanthropia
- 2003 – Death Cult Armageddon
- 2007 – In Sorte Diaboli
- 2010 – Abrahadabra
- 2018 – Eonian

## Album dal vivo
- 2019 – Live at Dynamo Open Air 1998

## EP
- 1994 – Inn i evighetens mørke
- 1996 – Devil's Path
- 2001 – Alive in Torment
- 2002 – World Misanthropy

## Raccolte
- 1998 – Godless Savage Garden
- 2005 – Stormblåst MMV
- 2023 – Inspiratio Profanus

## Split
- 1999 – Sons of Satan - Gather for Attack (con gli Old Man's Child)
- 2000 – True Kings of Norway (con Emperor, Immortal, Ancient e Arcturus).

## Videografia

### Video
- 2002 – World Misanthropy
- 2008 – The Invaluable Darkness
- 2017 – Forces of the Northern Night